# 퍼시픽 어소시에이션
퍼시픽 어소시에이션(Pacific Association of Professional Baseball Clubsague)는 2013년 창설된 미국 독립 리그이다. 총 5팀으로 이루어져 있다. 2020년 코로나19 범유행으로 인해 시즌 취소 이후 사실상 리그는 폐지된 상태이다.

## 팀
| 팀                  | 연고지                | 홈구장         |
| ------------------- | --------------------- | -------------- |
| 피츠버그 메틀       | 피츠버그, 캘리포니아  | 시티 파크 필드 |
| 소노마 스톰퍼스     | 소노마, 캘리포니아    | 아널드 필드    |
| 샌 라파엘 퍼시픽스  | 샌 라파엘, 캘리포니아 | 앨버트 파크    |
| 발레이오 애드미럴츠 | 발레이오, 캘리포니아  | 윌슨 파크      |